# Dystrykt Hattian
Dystrykt Hattian – dystrykt w północno-wschodnim Pakistanie w Azad Dżammu i Kaszmirze. W 1998 roku liczył ok. 166 000 mieszkańców. Siedzibą administracyjną dystryktu jest Hattian Bala.